# مدیریت ارزش
مدیریت ارزش (به انگلیسی: Value Management) یک الگوی مدیریتی در رویکرد ارزش (ارزش‌گرایی (به انگلیسی: VALUISM)) است که تأکید بر تحریک افراد، توسعه مهارت‌ها و ارتقاء هم افزایی و نوآوری با هدف حداکثر نمودن عملکرد کلی سازمان دارد. مدیریت ارزش در سطح سازمانی تکیه بر یک فرهنگ سازمانی مبتنی بر ارزش دارد که که این ارزش، منافع ذی نفعان و رضایت مشتریان (داخلی/خارجی) را به صورت توأم در نظر می‌گیرد. نیز در سطوح عملیاتی، به کار گیری ابزارها و روش‌های مناسب را مدنظر قرار می‌دهد. این استاندارد یکی از پیش فرض‌های خود را وابستگی مدیریت ارزش به مدیریت ارشد سازمان می‌داند. مدیریت ارشد سعی می‌نماید تا جهت تأمین انتظارات ذی نفعان و مشتریان بهترین خروجی‌ها را از [ورودی‌هایی چون] دارایی‌ها، اموال، مواد و نیروی انسانی سازمان بگیرد. مدیریت ارزش با یکپارچه سازی تلاش‌های مدیران عملیاتی و مدیر ارشد، تمرکز بر ارزش را در تمام سازمان به وجود می‌آورد. این مسئله از طریق تمرکز بر خروجی‌هایی که در راستای اهداف کلی سازمان می‌باشند امکان‌پذیر می‌گردد. این استاندارد همچون دیگر الگوها دارای اصولی است که قابل پیشنهاد برای فازهای مختلف پروژه بوده و به خوبی با دیگر الگوهای تعالی پروژه قابل جمع بستن است.
اصول مدیریت ارزش
۱ - الگوی مدیریت کار تیمی و ارتباطات مؤثر:
الف. به کار گیری فرهنگ ارزش در سازمان
ب. تمرکز بر کارکرد توجه به این که چه کاری انجام می‌دهد تا اینکه چه هست.
پ. ایجاد بستر خلاقیت و نوآوری استفاده از تکنیک‌های خلاقیت
ت. لزوم ارزیابی کمّی  تعریف ابزار سنجش جهت مقایسه دقیق و صحیح
۲- پویایی افراد:
الف. تشویق افراد به کار گروهی  در جهت ایجاد راه حل‌ها و جلوگیری از مقابله
ب. رضایت شناسایی و اعتباردهی به همکاری افراد و نتایج تیمی
پ. ارتباطات گردهمایی و ایجاد درک متقابل و پشتیبانی بهتر از تصمیمات تیم
ت. تشویق به تحول بیان شرایط جهت ایجاد تغییرات مفید و مؤثر
ث. مالکیت ایجاد حس مالکیت بر نتایج خروجی توسط افراد مسؤول
۳- ملاحظات محیطی
الف. شرایط خارجی: توجه به موقعیت‌ها و محدودیت‌های غیرقابل کنترل خارجی
ب. شرایط داخلی: سیاست‌های تنظیم و مدیریت شرایط داخلی
پ. درجه آزادی: شرایط محیطی بازه کمّی (تلورانس/انحراف قابل قبول) خروجی‌های بالقوه را تعیین می‌کنند
۴- استفاده مؤثر از روش‌ها و ابزارها: ابزاری مشخص/ تکنیکی معین جهت تحقق خروجی‌ها چارچوبی برای تحقق نظام یافته اهداف اختصاص می‌یابد.
متدلوژی ارزش، عام و جامع بوده و برای هر کاری که دارای هدفی قابل‌اندازه‌گیری و نیز دارای هزینه و زمانِ کار باشد قابل استفاده است؛ چرا که فرصت‌هایی برای خلق یک ارزش بهینه و راه حل قابل اجرا و مشتری گرا را به خوبی مورد توجه قرار می‌دهد. در واقع رویکرد ارزش سازوکاری برای بهبود ارتباطات و جریان مؤثر اطلاعات در یک سازمان/سیستم فراهم می‌آورد و از سوی دیگر شرایط بررسی و ارزیابی تعادل و اثرات متقابل میان زمان، هزینه کیفیت و کارکرد را مهیا می‌کند.
علل و دلایل ناکارآمدی سازمانی و عامل افراد
ناکارآمدی سازمانی می تواند به دلایل مختلفی ظاهر شود. این می تواند نتیجه برنامه ریزی استراتژیک ضعیف و مهمتر از آن، شکست اجرا و اجرای استراتژیک به دلیل عدم انسجام و هماهنگی بین اعضای تیمی باشد که وظیفه اجرا را به عهده دارند.
این می تواند نتیجه احساس آتروفی به دلیل گرفتگی عروق سازمانی در نتیجه اینرسی و بی تفاوتی باشد. همچنین می تواند به دلیل عدم یکسان نبودن رهبری ارشد و کارمندان در زمینه هماهنگی و ارتباط باشد.
موضوع مشترکی که همه این عوامل و علل ناکارآمدی سازمانی را اداره می کند، معادله افراد است که در آن منابع انسانی سازمان در انجام وظایف خود در انجام وظایف خود کوتاهی می کنند.
در واقع، زمانی که پارامترهای سازمانی شروع به شکست در آزمون موفقیت می کنند و زمانی که عملکردهای مختلف سازمان آن را به جهات مختلف می کشند، در نحوه تعامل افراد سازمان با یکدیگر مشکلی جدی وجود دارد.
راه حل واضح در اینجا این است که پس از آن افراد مناسب را استخدام کنیم و آنها را بر اساس نیازهای سازمانی آموزش دهیم و مهمتر از آن، اقداماتی را انجام دهیم که نشان دهد افراد چقدر برای سازمان ارزش ایجاد می کنند.
ایجاد ارزش برای افراد یعنی ارزشمند سازی سازمان